# Bősárkány
Bősárkány è un comune di 2 195 abitanti situato nella contea di Győr-Moson-Sopron, nell'Ungheria nordoccidentale.